# Christianseck
Christianseck (mundartlich Christioanseck) ist ein Ortsteil von Bad Berleburg im Kreis Siegen-Wittgenstein in Nordrhein-Westfalen. Am 30. April 2024 zählte Christianseck 87 Einwohner. Der Ortsteil gehört zur Ev. Lukas-Kirchengemeinde im Eder- und Elsofftal.

## Geographie

### Lage
Christianseck liegt auf einem Hochplateau in einer Höhe von ca. 620 m ü. NHN. 24 Häuser verteilen sich auf 9 km², eingebettet in eine Landschaft aus Wald- und Wiesenflächen am Rothaarsteig.

### Nachbarorte
- Alertshausen
- Elsoff
- Diedenshausen

### Siedlungen
| - Brücher | - Kohl | - Lilienberg | - Struthbach | - Teiche | - Rübengrund |

## Geschichte
Auf die Anordnung des Grafen von Wittgenstein siedeln ab 1708 auf dem noch vollständig bewaldeten Gebiet die ersten Kanonisten. Genannt sind diese Siedler nach dem jährlich zu erbringenden Zins, den Kanon. 1748 wird das Gut Wirsing erwähnt. 1732 gehört Christianseck zum Elsoffer Viertel und zum Amte Richstein und besteht aus 7 Häusern. 1819 folgt die Zugehörigkeit zur Gemeinde und zum Schultheißenbezirk Elsoff. 1819 sind in Christianseck 13 Häuser und 104 Einwohner zu verzeichnen.
Zusammen mit Elsoff wurde Christianseck am 1. Januar 1975 in die Stadt Bad Berleburg eingegliedert.